# Torre della Ghirlandina
A Torre della Ghirlandina vagy Torre Civica a modenai dóm harangtornya Emilia-Romagna tartományban, Olaszországban.
A torony régóta szimbóluma Modenának, a város minden részéből lehet látni a több mint 86 méter magas építményt. 
A harangtorony 1179-ben ötemeletes épület volt, eredetileg Torre di San Geminianonak hívták. Bologna városával versengve Modena város tanácsa elhatározta, hogy a tornyot átépítik, magasabbat emelnek. A torony építését Arrigo da Campione mester irányította, az újjáépítés a 13. századtól a 15. századig tartott. A torony tetejét két márványból készült ráccsal (ghirlandina) vették körül, mely egyben a harangtorony nevét is adta. 
Az épület belsejében a Sala della Secchia teremben  számos 15. században készült freskót csodálhatnak meg a látogatók, innen lopta el a legenda szerint egy bolognai tolvaj azt a favödröt (secchia), amely miatt a két város között kitört a háborúskodás. Ez a történet ihlette a 17. században Tassonit a csúfolódó eposz, a La Secchia Rapita (Az ellopott vödör) megírására. A Secchia terem azóta is a két város rivalizálásának szimbóluma. Főképp szobrok és falfestmények találhatók a Sala dei Torresani teremben is, az ötödik emeleten. Az épület tetejéről páratlan látkép tárul Modena városára.